# راسل مالکهی
راسل مالکهی (انگلیسی: Russell Mulcahy؛ زاده ۲۳ ژوئن ۱۹۵۳) کارگردان فیلم و موزیک ویدیو اهل استرالیا است. آثار مولکاهی با استفاده از برش‌های سریع، ردیابی عکس‌ها و استفاده از نورهای درخشان، نورپردازی نئو-نوآر، و فن‌ها قابل تشخیص است. او در دهه ۱۹۸۰ ویدیوهای موسیقی را کارگردانی کرد، از اوایل دهه ۱۹۹۰ در تلویزیون کار کرد و فیلم‌های گراز وحشی (۱۹۸۴)، کوه‌نشین (۱۹۸۶) و رزیدنت ایول: انقراض (۲۰۰۷) را کارگردانی کرد.

## فیلمشناسی

### آثار کارگردانی در سینما
- درک و کلایو شاخ به شاخ می‌شوند (۱۹۷۹)
- گراز وحشی (۱۹۸۴)
- کوه‌نشین (۱۹۸۶)
- کوه‌نشین ۲ (۱۹۹۰)
- کمانه (۱۹۹۱)
- یخ آبی (۱۹۹۲)
- مک‌کوی واقعی (۱۹۹۳)
- سایه (۱۹۹۴)
- ماشه خاموش (۱۹۹۶)
- رستاخیز (۱۹۹۹)
- شنا برخلاف جریان (۲۰۰۳)
- رزیدنت ایول: انقراض (۲۰۰۷)
- پادشاه عقرب ۲: ظهور یک جنگجو (۲۰۰۸)
- روزگارشان را سیاه کن، مالون (۲۰۰۹)
- سریال گرگینه نوجوان (۲۰۱۱ الی ۲۰۱۷) - (کارگردانی ۴۰ قسمت، همچنین مدیر تولید)
- زندگی فلین (۲۰۱۸)
- گرگینه نوجوان (۲۰۲۳)

### تله‌فیلم‌ها
- در ساحل (۲۰۰۰)
- گردان گمشده (۲۰۰۱)
- سه: داستان دیل ارنهارت (۲۰۰۴)
- جزیره اسرارآمیز (۲۰۰۵)
- نفرین مقبره پادشاه توت (۲۰۰۶)
- زمانی که بچه‌ها خوابند (۲۰۰۷)
- نیایش‌ها برای بابی (۲۰۰۹)